# Tatiana Trouvé
Tatiana Trouvé (Cosenza, 4 agosto 1968) è un'artista e scultrice italiana naturalizzata francese.

## Biografia
Tatiana Trouvé è nata a Cosenza da madre italiana e padre francese. Quando era ancora giovane la sua famiglia si è trasferita a Dakar, in Senegal, dove suo padre ha insegnato architettura. Dopo gli studi all'accademia d'arte «Villa Arson» di Nizza, dove si è  diplomata nel 1989, è stata per due anni presso «Atelier '63» ad Haarlem, nei Pasi Bassi, dove ha studiato sotto l'insegnamento di Stanley Brouwn. Nel 1995 si è trasferita a Parigi, dove per un breve periodo ha lavorato come custode nel Centro Georges Pompidou.
Durante la sua formazione ha scoperto le opere di Alighiero Boetti, Eva Hesse, Edward Kienholz, Louise Bourgeois, Bruce Nauman, Edward Ruscha, Marcel Duchamp e Agnes Martin, attratta dalla loro invenzione di forme, concetti e idee che «si discostavano dall'esperienza concreta».
Trouvé è influenzata dagli scrittori, spesso incorporando il loro linguaggio nelle sue opere d'arte, come, per esempio, Fernando Pessoa, Jorge Luis Borges e Italo Calvino.
Ha tenuto mostre personali e collettive a partire dal 1997, in particolare: a Berlino, Miami (2006), Londra, New York (2006), Zurigo, Graz (2010) Tokyo (2007), Paesi Bassi, Messico (2004), Svizzera (2004) e in quasi tutta la Francia.
Ha partecipato alla 50ª Biennale Arte di Venezia (2003) e alla 52ª Biennale Arte di Venezia (2007).

## Opere

### Bureau d'activités implicites
La serie Bureau d'activités implicites è stata realizzata nel corso di dieci anni, dal 1997 al 2007. Il progetto è iniziato quando Trouvé rifletteva sulla sua credibilità come artista nonostante la sua mancanza di risorse, visibilità e una crescente raccolta di lettere di rifiuto di lavoro.
Compilando curricula, materiale per le domande di lavoro, documenti di identità, disegni preparatori, testi scritti, materiale per ufficio e altro ancora, Trouvé ha iniziato la produzione del Bureau d'activités implicites che ha sviluppato in 13 "moduli", archiviando lo sviluppo della sua carriera di artista. Attraverso la creazione di questi moduli architettonici Trouvé ha costruito uno spazio amministrativo per ospitare i suoi sforzi creativi così come i suoi tentativi di aderenza alla burocrazia del mondo dell'arte.
Tra i "moduli" degni di nota figurano il Reminisence Module (1999), Secrets & Lies (2003), gli Archive Modules e l'Administrative Module (1997-2002). Il «modulo amministrativo» è il più significativo di questo lavoro, in quanto raggruppa tutti i documenti che attestano la sua vita in termini sociali e amministrativi (curriculum, domande di sovvenzione, lettere di presentazione, domande di lavoro, ecc.).

### Polder
Dal 2000 Trouvé costruisce modelli in scala o case delle bambole che emergono dall'universo delle «attività implicite», che comprendono la sua serie Polder.
Il titolo della serie si riferisce al termine olandese per terreno bonificato dall'acqua. Questi modelli in scala assumono la forma di luoghi di lavoro deserti, studi di registrazione o scrivanie vuote, spesso visibili da finestre o specchi che impediscono l'accessibilità fisica allo spazio. Rappresentano ciò che è sempre stato lì, in attesa di essere recuperato o riorganizzato. Collocati a terra o fissati al muro, questi oggetti si adattano allo spazio espositivo fisico e allo stesso tempo suggeriscono l'esistenza di uno spazio o ambiente diverso. Questi Polder cercano di occupare lo spazio per parassitarlo.

### Intraquillity
La serie Intranquillity è composta da circa quaranta opere. Traendo spunto da immagini trovate in riviste di architettura e design presenti nel suo archivio e dalle sue fotografie, Trouvé crea ambienti liminali, che ricordano un'architettura proposta ma che ne negano la struttura reale.
Composti da oggetti industriali e domestici, privi di un vero interno o esterno, i disegni esistono ai margini della realtà e del tempo, lasciando che l'osservatore oscilli tra rendering radicati e piani pittorici disorientanti.
Il titolo di questa serie deriva dalla parola inventata da Fernando Pessoa. Come la definisce Trouvé, «non essere tranquilli ma nemmeno essere infastiditi».

### From March to May
La serie From March to May è stata eseguita durante il primo lockdown per COVID-19, da marzo a maggio 2020, con 56 disegni sulle prime pagine dei giornali di tutto il mondo i cui testi raccontavano l'ansia globalizzata della pandemia. Trouvé adorna queste superfici con disegni ispirati al layout della pagina, illustrando immagini comuni trovate nella serie di disegni di Trouvé che lavorano per contemplare e mediare il disagio trovato nel testo sottostante. La serie di 56 disegni ed è stata esposta alla Gagosian Gallery di New York nel 2021 e al Centro Georges Pompidou di Parigi nel 2022.

## Pubblicazioni
- (EN, FR) Tatiana Trouvé, From March to May, New York, Gagosian, 2021, ISBN 978-1-951449-22-3.
- (FR) Tatiana Trouvé, Récits, rêves et autres histoires..., prefazione di Bernard Marcadé, Parigi, Beaux-Arts de Paris, 2023, ISBN 978-2-84056-852-0.

## Riconoscimenti
- 2001 – Premio Ricard, assegnato al termine della mostra Lost in The Supermarket nello spazio Paul-Ricard.[13]
- 2007 – Prix Marcel-Duchamp, per «l'universo personalissimo dell'artista, il rapporto che intrattiene con i materiali e gli spazi nonché la coerenza del suo progetto artistico [e] la natura visionaria del suo approccio»[14]
- 2014 – Premio Acacia[15]
- 2019 – Rosa Schapie Kunstpreis[16]
- 2024 – Scultore dell'anno, assegnato dal Kistefos-Museet di Jevnaker (Norvegia)[17]